# Kłosów, Tỉnh West Pomeranian
Kłosów [ˈkwɔsuf] (trước đây là Klossow của Đức) là một ngôi làng thuộc khu hành chính của Gmina Mieszkowice, thuộc hạt Gryfino, West Pomeranian Voivodeship, ở phía tây bắc Ba Lan, gần biên giới Đức. Nó nằm khoảng 5 kilômét (3 mi)   phía nam Mieszkowice, 57 km (35 mi) phía nam Gryfino và 76 km (47 mi) phía nam thủ đô khu vực Szczecin.
Trước năm 1945, khu vực này là một phần của Đức. Đối với lịch sử của khu vực, xem Lịch sử của Pomerania.
Ngôi làng có dân số là 224 người.